# Tiran
Tīrān (farsi تیران) è il capoluogo dello shahrestān di Tiran-e Karvan, circoscrizione Centrale, nella Provincia di Esfahan. Aveva, nel 2006, una popolazione di 15.673 abitanti. 